# Würziger Tellerling
Der Würzige oder Fleischrötliche Tellerling (Rhodocybe gemina, Syn.: Clitopilus geminus) ist eine essbare Pilzart aus der Familie der Rötlingsverwandten (Entolomataceae).

## Merkmale

### Makroskopische Merkmale
Die Fruchtkörper sind mittelgroß und fleischig. Der Hut ist erst stark gewölbt und entwickelt später eine flache, oft etwas niedergedrückte und oft unregelmäßig gewellte Form. Die matte, trockene, glatte, jung leicht samtig-filzige Hutoberfläche hat blasse, ockrige Orange- oder Brauntöne mit rötlichen Aspekten. Der Hutrand ist eingebogen, die Huthaut nicht abziehbar. Die gedrängt stehenden Lamellen sind breit bis herablaufend am Stiel angewachsen und lassen sich leicht vom darunterliegenden Fleisch lösen. Sie sind anfangs hellbeige bis cremefarben und mit zunehmender Sporenreife fleischbräunlich. Die Lamellenschneiden sind schwach gekerbt. Der weißliche, faserige Stiel jung vollfleischig, oft nach unten verjüngend geformt und wird 3–8 cm lang und 1–2 cm dick. An der Stielbasis finden sich oft weiße Myzelstränge. Das Fleisch (Trama) ist weißlich bis cremefarben, in der Hutmitte dick und hat einen angenehm mehligen oder würzigen Geruch und schmeckt etwas bitterlich.

### Mikroskopische Merkmale
Die Sporen sind fleischfarben bis lachsrosa. Sie messen 5–7,5 × 3–5,5 Mikrometer und erscheinen je nach Blickwinkel elliptisch bis eckig geformt.

## Artabgrenzung
Gefährlich wären Verwechslungen mit dem in Extremfällen tödlichen Riesen-Rötling (Entoloma sinuatum).
Der ebenfalls essbare Veilchen-Rötelritterling (Lepista irina) hat ein ähnliches Aussehen und einen ähnlichen Geruch, hat aber schmal oder etwas ausgebuchtet angewachsene Lamellen.

## Ökologie und Verbreitung
Er lebt als Saprobiont in Nadel- oder seltener auch Laubwäldern, in Wiesen und Parks oder an Wegrändern.
Unter den 20 in Europa dokumentierten Arten der Gattung ist der Würzige Tellerling der häufigste und bekannteste. Er ist hier weit verbreitet, aber nicht häufig. Seine Fruchtkörper treten von Juli bis Oktober einzeln oder in Reihen oder Ringen auf.

## Bedeutung
Er ist essbar und ein guter Speisepilz.

## Systematik und Taxonomie
Die offizielle Erstbeschreibung stammt aus dem 1793 veröffentlichten Werk Traité des champignons von Jean-Jacques Paulet, der ihn als Hypophyllum geminum beschrieben hat.
Anhand von Unterschieden in Lebensweise, Stielfarbe, Geruch und Geschmack wurden verschiedene Unterarten und Varietäten beschrieben, welchen jedoch durch vorhandene Übergangsformen und unklare Abgrenzbarkeit wenig taxonomischer Wert beigemessen wird: die Unterart mauretanicus (Maire), die Unterart subvermicularis (Maire) und die Varietät leucopus (Kühner & Romagnesi).